# Yuta Sakiyama
Yuta Sakiyama (japanisch 﨑山 雄太 Sakiyama Yuta; * 5. April 1996) ist ein japanischer Leichtathlet, der sich auf den Speerwurf spezialisiert hat.

## Sportliche Erfolge
Erste internationale Erfahrungen sammelte Yuta Sakiyama im Jahr 2023. Im Mai siegte er mit 83,54 m beim Michitaka Kinami Memorial Athletics Meet und im August schied er bei den Weltmeisterschaften in Budapest ohne einen gültigen Versuch in der Qualifikationsrunde aus. 2025 gewann er bei den Asienmeisterschaften in Gumi mit 83,75 m die Bronzemedaille hinter dem Pakistaner Arshad Nadeem und Sachin Yadav aus Indien.